# Carlucet
Carlucet ist eine französische Gemeinde mit 224 Einwohnern (Stand 1. Januar 2022) im Département Lot in der Region Okzitanien (vor 2016: Midi-Pyrénées). Die Gemeinde gehört zum Arrondissement Gourdon und zum Kanton Gramat.
Der Name der Gemeinde ist eine Ableitung aus dem spätlateinischen castellucium, einem Diminutiv von castellum (deutsch Kastell, Festung). Das kleine Gebäude, auf das der Name Bezug nimmt, könnte das Priorat im Dorf gewesen sein, das im 15. Jahrhundert zerstört wurde oder eine ehemalige Festung, die in mehreren Schriften des Mittelalters erwähnt wurde.
Die Einwohner werden Carlucetois und Carlucetoises genannt.

## Geographie
Carlucet liegt circa 20 Kilometer östlich von Gourdon in der historischen Provinz Quercy im Regionalen Naturpark Causses du Quercy.
Umgeben wird Carlucet von den sieben Nachbargemeinden:
| Calès                 | Couzou                                      |           |
| Saint-Projet          | Kompassrose, die auf Nachbargemeinden zeigt | Le Bastit |
| Ginouillac Séniergues | Montfaucon                                  |           |

Obwohl an mehreren Stellen das Wasser aus der Erde tritt, durchquert kein Fließgewässer das Gebiet der Gemeinde.

## Geschichte
Der lokalen Überlieferung nach wurde der Ort im frühen neunten Jahrhundert von einer Familie gegründet, die aus dem Piemont gekommen war. Im 13. Jahrhundert war das Dorf vom Kloster Obazine im heutigen Département Corrèze abhängig, wie ein Manuskript aus dem Jahr 1275 belegt. Zwischen 1451 und 1651 gab es sieben verschiedene Grundherrenfamilien, die in Carlucet lebten. Es gibt heute keine Überbleibsel von dem Wohngebäude der Seigneurs. Man weiß nur, dass der Standort im heutigen Garten des Pfarrhauses liegt. Die Festung befand sich auf einem isolierten Hügel, wurde aber 1423 während des Hundertjährigen Krieges von englischen Truppen erobert. Die Reste der Mauern wurden gegen 1811 auf Anweisung und zugunsten des damaligen Bürgermeisters zerstört, um sich Baumaterial zu beschaffen. Als die Armeen des französischen Königs im Jahre 1451 die Engländer aus dem Gebiet vertrieben, gelangte Carlucet unter die Herrschaft von Pierre I. de Treignac de Comborn, Bischof von Évreux und Leiter des Klosters Obazine. Die Grundstücke von Carlucet wurden unter Erbpacht mit einer jährlichen Abgabe gestellt.

## Einwohnerentwicklung
Nach Beginn der Aufzeichnungen stieg die Einwohnerzahl bis zur Mitte des 19. Jahrhunderts auf einen Höchststand von rund 945. In der Folgezeit sank die Größe der Gemeinde bei kurzen Erholungsphasen bis zu den 1980er Jahren auf rund 150 Einwohner, bevor sich eine Wachstumsphase einstellte, die in jüngster Zeit wieder stagniert.
| Jahr      | 1962 | 1968 | 1975 | 1982 | 1990 | 1999 | 2006 | 2011 | 2022 |
| --------- | ---- | ---- | ---- | ---- | ---- | ---- | ---- | ---- | ---- |
| Einwohner | 193  | 171  | 150  | 148  | 168  | 171  | 208  | 227  | 224  |

## Sehenswürdigkeiten

### PfarrkircheSainte-Marie-Madeleine
Die Kirche ist auf der Anhöhe des Dorfes errichtet, unterhalb einer felsigen Plattform, auf der sich einst das Wohnhaus des Priors befand und auf der heute ein Gebäude steht, das sich an die Kirche anschließt. Die meisten Partien des Kirchengebäudes stammen aus dem 13. Jahrhundert. Der Bau des Langhauses kann aufgrund seiner heutigen Form nicht mit Bestimmtheit datiert werden und es ist unklar, ob sein spitzes Tonnengewölbe aus der gleichen Zeit stammt. Die bildhauerisch bearbeiteten Kämpfer und die Rippen des Gewölbes des Chors mit seinen langen schmalen Doppelfenstern erlauben hingegen eine Datierung der gerade abgeschlossenen Apsis auf das späte 13. Jahrhundert. Die beiden Seitenkapellen auf der Nord- und Südseite datieren vermutlich aus dem Ende des 15. oder dem Beginn des 16. Jahrhunderts. Damit sind resultieren sie aus den Arbeiten, die auch die Wandmalereien hervorbrachten. Im Jahre 1839 wurde der Glockenturm um 4,40 Meter aufgestockt, und die Kirche wurde im gleichen Jahrhundert renoviert. Die Einrahmung des Eingangsportals wurde beispielsweise dabei erneuert. Die Glasfenster sind signiert vom Glasmaler Gustave Pierre Dagrant aus Bordeaux und stammen aus dem Jahr 1896 und scheinen die Glasfenster von Louis-Victor Gesta aus Toulouse ersetzt zu haben, die 1883 erwähnt worden waren.
Über dem Langhaus und der Apsis erstreckt sich ein großes Dachgeschoss, das als Zufluchtsort gedient haben kann. Der Glockenturm erhebt sich über dem Joch vor der Apsis und wirkt wie ein Vierungsturm zwischen den Seitenkapellen. Der Putz über die Außenwände des Langhauses verhindert eine Analyse des Alters des Mauerwerks. Innen sind die Wände hingegen freigelegt und zeigen einen Mauerwerksverband aus Werksteinen. Das Tonnengewölbe ist im Gegensatz dazu aus kleinen zugeschnittenen Bruchsteinen geschaffen wie auch die Innenwände der Apsis, während ihre Außenwände wiederum aus Werksteinen errichtet wurde. Der Wechsel der Baumaterialien ist möglicherweise den verschiedenen Bauphasen geschuldet. Das Segmenttonnengewölbe der Seitenkapellen resultiert aus der Höhe der Eingangsbögen. Sie ruhen auf kurzen Wandsäulen, einzeln im östlichen Teil, doppelt im westlichen, deren Elemente aus wiederverwendetem Baumaterial scheinen. Die Kämpfer der Gewölbe in der Apsis und der südlichen Kapelle sind mit menschlichen Köpfen und einem Fantasiekopf verziert. Die südliche Kapelle birgt ein Nischengrab, dessen Korbbogen mit einem glatten Wappenschild versehen ist. Eine heute zugemauerte Tür führte von dem südlich an die Kirche angebauten Haus zur Empore ist Westteil der Kirche.
Eine große Zahl von Ausstattungsgegenständen aus dem 17. bis zum 20. Jahrhundert sind als Monument historique der beweglichen Güter eingeschrieben.

### Windmühle Lacomté
Die Windmühle wurde gegen 1423–1425 während der englischen Besatzung errichtet. Die Bauart ist in Aquitanien und in England anzutreffen. Einzigartig in der Region ist allerdings, dass die Mühle zwei Mahlsteine birgt, einen für das Mahlen von Mais und Gerste, einen für Weizen. Die Mühle war bis 1914 in Betrieb. Einige Jahre später wurden die Flügel entnommen, da für inaktive Mühlen mit Flügeln eine Steuer erhoben wurde. Im Jahre 1992 wurde die Mühle vom Besitzerehepaar Garriques vollständig renoviert. Die vier Flügel haben eine Größe von 15,50 Meter in der Länge und 3,40 Meter in der Breite, wiegen jeweils 450 Kilogramm und bilden zusammen eine Fläche von 70 m3. Das Dach der Mühle besteht aus rotem Zedernholz. Der Steert an der Rückseite dient zum Ausrichten der Mühle gegen den Wind. Die Mühle ist während der Tage des Kulturerbes oder nach Nachfrage bei Monsieur Garrigues zu besichtigen.

### Herrenhaus Beaussac
Die Toponymie des Herrenhauses im gleichnamigen Weiler südöstlich des Zentrums der Gemeinde gibt einen Hinweis auf eine Siedlung in gallorömischer Zeit. Nicht weit davon befand sich eine römische Villa auf dem Gebiet der heutigen Nachbargemeinde Le Bastit. Eine Linie von Rittern, die den Namen des Ortes trugen, sind im Kopialbuch des Zisterzienserklosters Obazine verzeichnet. Rigal de Beaussac wurde von 1168 bis 1173 erwähnt. Am Ende des darauffolgenden Jahrhunderts erhielt Fortanier de Gourdon über einen Tausch die Ländereien von Lunegarde und Beaussac. Wenig später heiratete die Tochter von Rannulfe de Lestroa Gaillard de Barbuzon und brachte das Lehen in die Ehe. Im Jahre 1342 huldigte dieser Arnaud de Via, Großneffe des Papstes Johannes XXII. für seine Güter. Im Jahre 1457 besaß Raymond-Bernard de Gauléjac einen Teil des Lehens, ebenso wie Jean d’Auriole am Ende des 15. Jahrhunderts. Im Jahre 1534 erwarb Galiot de Génouillac, Seigneur von Assier und Großmeister der Artillerie unter dem französischen König Franz I., das Landgut. Im Jahre 1546 ging das Anwesen an seine Erben, die Crussol d’Uzès über. Das Herrenhaus wurde zwischen dem 14. und dem 19. Jahrhundert errichtet. Zwei viereckige Türme flankieren das heutige Wohnhaus mit rechteckigem Grundriss an seiner Ostfassade. Das Herrenhaus ist in Privatbesitz und der Öffentlichkeit nicht zugänglich.

### Herrenhaus Le Sol Del Pech
Es wurde im frühen 18. Jahrhundert von der Familie Sirès erbaut, bevor die Familie Calmon es erstand. Jean-Louis Calmon sollte während der Restauration Abgeordneter des Départements werden. Die Calmons bewahrten ihren Besitz bis zum 20. Jahrhundert. Das Anwesen befindet sich im Herzen eines ausgedehnten Landguts mit Nebengebäuden, Pferdeställen, einer Scheune, einem Schafstall und einem runden Taubenschlag mit Laterne aus dem 19. Jahrhundert. Das Gebäude wurde zu Beginn des 19. Jahrhunderts erweitert, indem ein rechteckiger Wohntrakt an den ursprünglichen Bau angefügt wurde. Das Dach ist mit Flachziegeln gedeckt und wird durch Dachgauben akzentuiert. Der Besitz ist heute in den Händen des Ehepaares Gauthier, die Ferienwohnungen (Gîtes) vermieten.

### Flurkreuze
Die Gemeinde birgt eine große Zahl von Wegekreuzen:
- das Kreuz Graule Basse. Die kleinen Steinkugeln, die von den Querarmen herabhängen, erinnern an das Kreuz von Oviedo. Der Schaft ist von unten nach oben verziert mit einem Apfel, einer kopfunter hängenden Schlange als Symbol für das Böse, einem Herz als Symbol für die Liebe, die über das Böse siegt, Schienbeine und ein Schädel als Symbole für den alten Menschen. Darüber ist der gekreuzigte Christus mit einer Ruhmeskrone zu sehen, die eine Taube umschließt und den Initialen INRI.

- das Kreuz Terre de Prat. Es handelt sich um eine Kopie aus dem 15. Jahrhundert. Es besitzt eine Höhe von sechs Metern.

- das Kreuz des Dorfplatzes stammt aus dem Jahre 1826 und ist aus Gusseisen gefertigt. An seiner Spitze steht ein Hahn als Symbol für die Verleugnung des Petrus.

- das Kreuz Vidaillet, genannt Kreuz Salvan. Die Form seines Sockels erinnert an ein Grab, denn die Breite der Steine stimmen mit den Ausmaßen einer Gruft überein. Das Kreuz ist ungefähr zwei Meter hoch.

- das Kreuz Le Pech de Laguillade aus dem frühen 20. Jahrhundert.

- das Kreuz Le Laquet, aus zwei Eisenbahnschienen gefertigt.

- das Kreuz Le Layroux, genannt „Kreuz der Diebe“, denn ein Mann wurde an dieser Stelle gehängt. Es datiert wahrscheinlich aus dem Ende des 19. Jahrhunderts

- das Kreuz Le Barry auf zwei Plattformen aus Werksteinen

- das Kreuz des alten Friedhofs wurde nach einem Unfall durch ein Steinkreuz ersetzt. Der ehemalige Friedhof von Carlucet wurde nach einer Pestepidemie aufgegeben, weil die Bestattungen zu gefährlich wurden.

- das Kreuz der Plätze, genannt Brâmefort, datiert aus dem Jahr 1882 und ist aus Gusseisen gefertigt. Es zeigt keinen Gekreuzigten, sondern drei Personen am Fuß. Vier Stufen umsäumen das Kreuz, zwei davon zum Niederknien.

- das Kreuz le haut des vignes, aus dem 18. Jahrhundert. Sein Sockel ist aus vier Steinen zusammengesetzt. Kreuz und Sockel ruhen auf sieben großen Steinen, die in einer Stützmauer eingebettet sind.

- das Kreuz des Kriegerdenkmals.

- das Steinkreuz La Crosette, genannt Lémozi, befindet sich an der Kreuzung eines alten Weges, der heute nicht mehr genutzt wird.

- das Kreuz La Barre. Pilger auf ihrem Weg nach Santiago de Compostela haben an seinem Fuß kleine Steine gelegt.[12]

## Wirtschaft und Infrastruktur

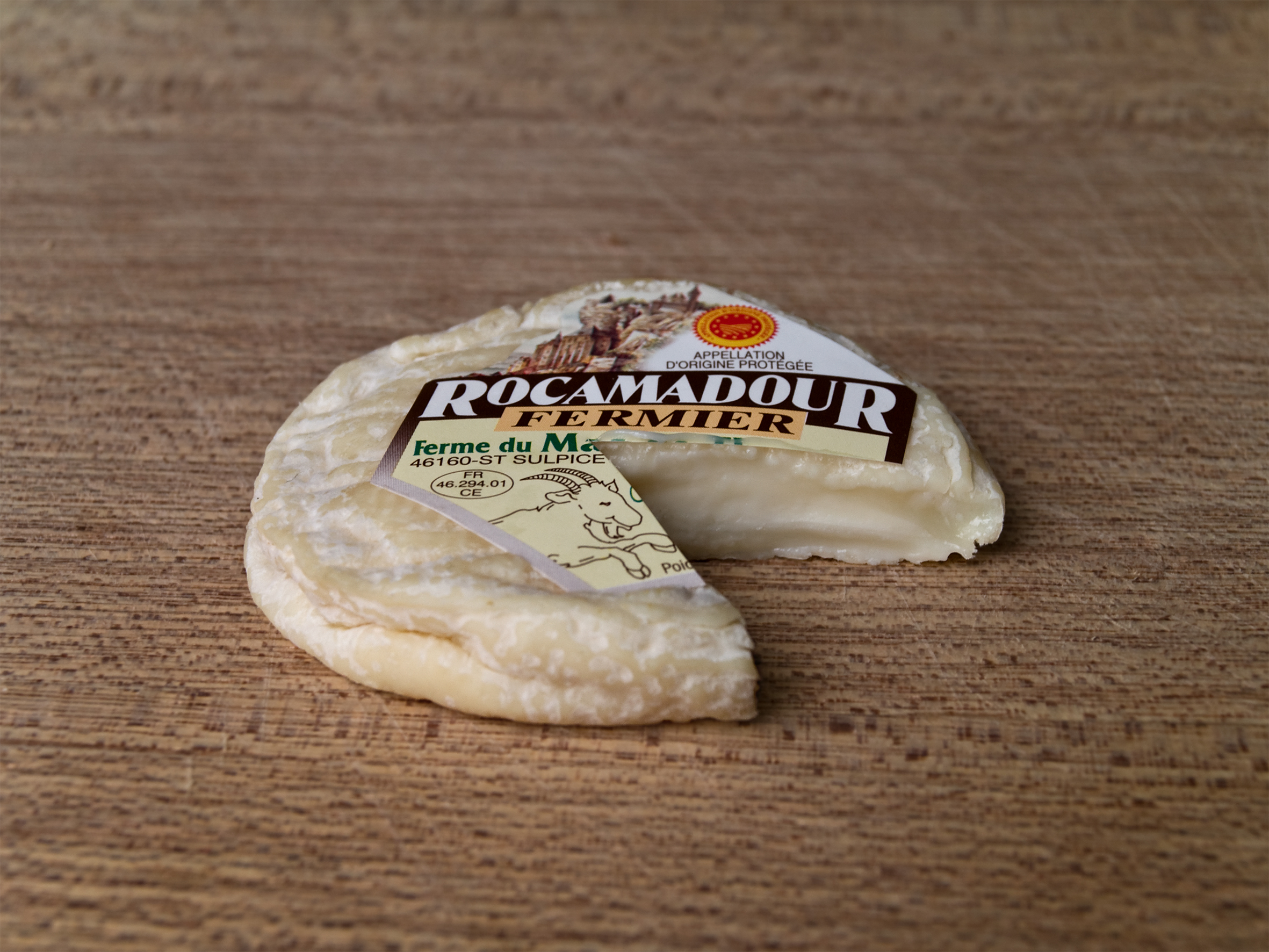
Rocamadour-Käse

Carlucet liegt in der Zone AOC des Rocamadour, eines Käses aus Ziegenmilch.

### Verkehr
Carlucet ist erreichbar über die Routes départementales 32, 39, 50 und 807.
Die Autoroute A20, genannt L’Occitance, streift das Gemeindegebiet an der Grenze zu den westlichen Nachbargemeinden Saint-Projet und Ginouillac ohne Ausfahrt. Die nächstgelegene Ausfahrt befindet sich in circa fünf Kilometer Entfernung vom Zentrum der Gemeinde in der südlichen Nachbargemeinde Montfaucon.

## Persönlichkeiten
Jean-Louis Calmon, geboren am 18. Juli 1774 in Carlucet, gestorben am 13. März 1857 in Paris, war französischer Politiker.